# 산로렌소 (산타페주)

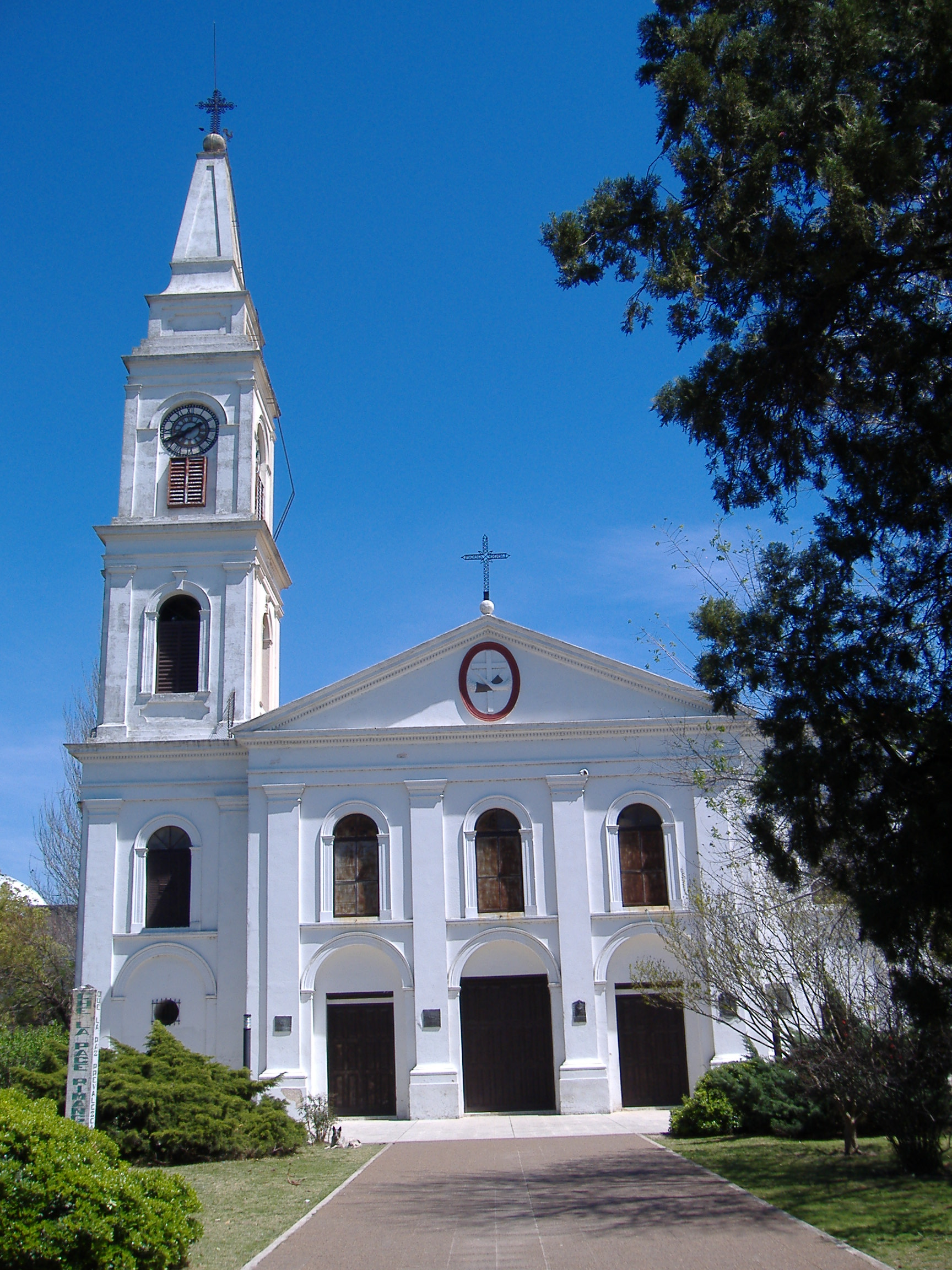
산로렌소 수도원

산로렌소(스페인어: San Lorenzo)는 아르헨티나 산타페주에 위치한 도시로 면적은 39km2, 인구는 159,184명(2012년 기준)이다. 1813년 2월 3일 호세 데 산마르틴이 이끄는 라플라타 군이 왕당파를 상대로 한 전투에서 승리를 기록했던 곳이다.